# Bjarne Brustad
Œuvres principales
- 3 sonates pour violon seul
- 3 quatuors à cordes
- 3 concertos pour violon (+ 1 inachevé)
- 9 symphonies
- 1 opéra (Atlantis)
...
Bjarne Brustad est un compositeur, altiste, violoniste et pédagogue norvégien, né le 4 mars 1895 à Oslo (alors Christiania), ville où il est mort le 20 mai 1978.

## Biographie
Au Conservatoire d'Oslo, Bjarne Brustad étudie notamment le violon à partir de 1907 auprès de son compatriote Gustav Frederick Lange (1861-1939). Il parfait l'apprentissage de cet instrument au Conservatoire de Berlin, d'abord en 1913 avec J. Thornberg, puis de 1915 à 1918 avec Carl Flesch (entretemps, en 1914, il débute comme concertiste dans sa ville natale).
En 1918, de retour en Norvège, il est premier violon de l'orchestre symphonique de Stavanger, puis violoniste au sein de l'orchestre philharmonique d'Oslo (alors « orchestre de la société philharmonique ») de 1919 à 1921. De 1922 à 1928, il tourne comme concertiste en Europe (Berlin, Munich, Paris...) et se produit à Oslo dans diverses formations de chambre et symphoniques. De 1928 à 1943, il est premier alto de l'orchestre de la société philharmonique pré-cité (et, dans le même temps, membre de la formation de quatuor à cordes émanant de cet orchestre).
De 1937 à 1961, il enseigne la composition et l'orchestration au Conservatoire d'Oslo, où il a entre autres comme élèves Bjørn Fongaard, Egil Hovland et Knut Nystedt. En 1971, il publie son autobiographie (voir ci-dessous).
Comme compositeur, d'abord marqué par le romantisme tardif et l'impressionnisme, il s'oriente ensuite vers le néo-classicisme, sous l'influence de Béla Bartók (qu'il rencontre en 1934 au Conservatoire de Budapest), Paul Hindemith et Igor Stravinsky (qu'il rencontre tous deux également). De plus, il est imprégné par le nationalisme, se référant notamment à la musique traditionnelle (ou folklorique) de son pays, à l'instar de Bartók et de Zoltán Kodály (rencontré aussi) chez eux. En revanche, il est peu attiré par l'atonalité.
On lui doit des pièces pour instrument seul (dont trois sonates pour violon), des œuvres de musique de chambre (dont trois quatuors à cordes), des concertos (dont quatre pour violon, l'un étant resté inachevé), neuf symphonies, l'opéra Atlantis, et diverses autres compositions (voir la sélection qui suit).

## Compositions (sélection)

### Musique pour instrument seul
- Sonate pour violon nº 1 (1935, révision 1958) ;
- Sonate pour violon nº 2 (1956) ;
- Sonate pour violon nº 3 (1957).
- Autres œuvres : 
  - Partita pour alto (1931, révision 1957) ;
  - Eventyrsuite (Suite de conte de fées) pour violon (1932) ;
  - Fra barnets verden (Du monde de l'enfant) pour piano (1934) ;
  - Fanitullsuite (Suite du diable) pour violon (1946) ;
  - Divertimento pour flûte (1958).

### Musique de chambre
- Quatuor à cordes nº 3 (1959).
- Autres œuvres : 
  - Norsk Suite (Suite norvégienne) pour alto et piano  (1926) ;
  - Nature Morte (titre original), parodie pour quatuor à cordes (1926) ;
  - Capricci pour violon et alto (1931) ;
  - Trio (nº 1) pour clarinette, violon et alto (1938) ;
  - Serenade (Sérénade, trio nº 2) pour violon, clarinette et basson (1947) ;
  - Sonate pour violon et piano (1950) ;
  - Serenade (Sérénade) pour quintette à vent (1969).

### Musique pour orchestre
- Concerto pour violon nº 1 (1922) ;
- Concerto pour violon nº 2 (1927) ;
- Concerto pour violon nº 3 (inachevé, non daté) ;
- Concerto pour violon nº 4 (1961).
- Autres concertos ou pièces concertantes : 
  - Concertino pour alto et orchestre de chambre (1932) ;
  - Rapsodi (Rhapsodie) avec violon solo op. 19 (1933) ;
  - Vore jag ett litet barn (Si j'étais un petit enfant) avec violon solo (1958) ;
  - Concerto pour clarinette et orchestre à cordes (1969).
- Symphonie nº 1 (1948) ;
- Symphonie nº 2 (1951) ;
- Symphonie nº 3 (1953) ;
- Symphonie nº 4 (1967) ;
- Symphonie nº 5 (1967) ;
- Symphonie nº 6 (1970) ;
- Symphonie nº 7 (1972) ;
- Symphonie nº 8 (1972) ;
- Symphonie nº 9 (1973).
- Autres œuvres : 
  - Suite nº 1 (1920) ;
  - Perpetuum Mobile pour orchestre de chambre (1924, révision 1958) ;
  - Concerto Grosso : En studie (Étude en forme de concerto grosso, 1938) ;
  - Ouvertyre (Ouverture, 1950) ;
  - Suite nº 2 (1952) ;
  - Kinderspiele (Jeux d'enfants), suite pour orchestre de chambre (1955) ;
  - Cabaret et Day-Dreams pour orchestre de chambre (1958) ;
  - Suite nº 3 (1959) ;
  - Norsk Suite (Suite norvégienne pour alto et piano pré-citée, orchestration 1961).

### Musique vocale
- Opéra : Atlantis (1945).
- Mélodies pour voix et piano : Hugen (Son esprit, 1912) ; Bånsull fra Sunndalen (Berceuse de Sunndalen, 1921) ; Et barn (Un enfant, 1948).